# Сон Галлера
Сон Галлера (Pulsatilla halleri) — вид рослин з родини жовтецевих (Ranunculaceae), поширений у центральній і південній Європі. В Україні зростає підвид Pulsatilla halleri subsp. taurica (Juz.) K. Krause — ендемік Криму.

## Підвиди
- Pulsatilla halleri subsp. halleri — південно-східна Франція, північна Італія, південна Швейцарія[2]
- Pulsatilla halleri subsp. rhodopaea — південна Болгарія, північна Греція, Македонія, Албанія, Хорватія[3]
- Pulsatilla halleri subsp. slavica — Словаччина, південна Польща[4]
- Pulsatilla halleri subsp. styriaca — південно-східна Австрія (Штирія)[5]
- Pulsatilla halleri subsp. taurica — Крим[6]

## Опис
Багаторічна трав'яниста рослина з підземним кореневищем і прямим стеблом, завдовжки 10–20(40) см, шовковисто-волосиста. Прикореневі листки з'являються разом з квітками, вони 1–2 рази перисті, кінцеві сегменти шириною 2–5 мм. Квітки одиночні, воронкоподібні. Пелюсток зазвичай 6, вони довжиною 2–3 см, світло-фіолетові.

## Поширення
Поширений у центральній і південній Європі від Франції до південної Польщі й до Криму.
В Україні вид зростає у лісах, на яйлах — у Криму.

## Загрози й охорона
Загроза: вид масово знищується на букети, а також викопується на продаж.
Занесений до Червоної книги Україні в статусі «Неоцінений». Охороняють в Кримському, Ялтинському гірсько-лісовому та Карадазькому ПЗ та декількох загальнодержавних заказниках («Айя», «Байдарський», «Великий каньйон Криму», «Урочище Карабі-яйла», «Гірський карст Криму»).